# Sofia Kosma
Sofia Kosma (grekiska: Σοφία Κοσμά), född 15 november 1993 i Aten, Grekland, är en volleybollspelare (vänsterspiker).
Kosma spelar med Greklands landslag, med vilka hon deltagit vid EM 2021. Hon har tidigare spelat med landets juniorlandslag. På klubbnivå har hon spelat hela sin karriär i Grekland med undantag för en kort period med VC Kanti i Schweiz.